# Vraja dragostei (film din 2009)
Vraja dragostei  (Un amore di strega) este un film italian de comedie din 2009 regizat de Angelo Longoni; cu Michela Andreozzi, Bruno Armando, Roberto Bocchi, Simone Colombari în rolurile principale.

## Distribuție
- Alessia Marcuzzi: Carlotta
- Pietro Sermonti: Riccardo Valenti
- Luca Ward: Vlad
- Marco Bocci: Max
- Anna Galiena: Emma
- Simone Colombari: Gianpietro
- Michela Andreozzi: Marzia
- Paola Minaccioni: Lucilla
- Eleonora Ivone: Polissena
- Bruno Armando: Osvaldo
- Paolo Giovannucci: Davide
- Carola Silvestrelli: Matilde Castoldi
- Giancarlo Ratti: Nardone
- Riccardo Peroni: Demetrio Mandolini
- Roberto Bocchi: medico del 118
- Orsetta Borghero: Corinna
- Valeria Ferrario: Lisa
- Riccardo Magherini: Edgardo
- Marco Martufi: Alex
- Margherita Peluso: Mariuccia
- Mario Mantero: Damigella
- Andrea Sivelli: Ezio
- Marco Bellaviti: Sindaco
- Greta Zamparini: Ginevra
- Sara Banfi: Zarra